# دیوید لوی الکان

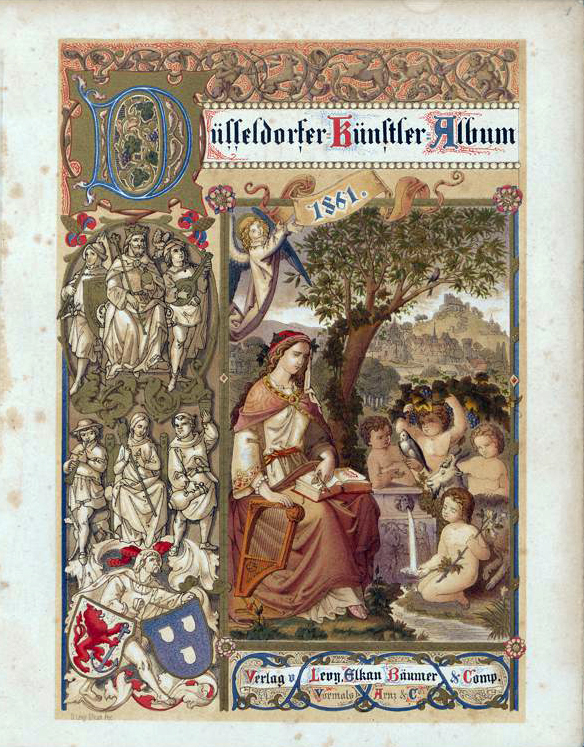
آلبوم هنرمند دوسلدورف، سال یازدهم 1861، عنوان مسی دیوید لوی الکان

دیوید لوی الکان (۱۸۶۵–۱۸۰۸) حکاک آلمانی یهودی بود.
وی که به عنوان تصویرگر و هنرمند کتاب در کلن فعال بود، در کلیسای جامع کلن کار می‌کرد. در طول انقلاب ۱۸۴۸ میلادی، وی در گارد ملی کلن فعال بود و به همراه بسیاری دیگر از یهودیان برای آزادی می‌جنگید.

## زندگی‌نامه
دیوید لوی الکان (به انگلیسی: David Lewy Alkan) در ۱ دسامبر ۱۸۰۸ در شهر کلن، در منطقه‌ای که در آن زمان تحت کنترل فرانسه بود (دوره‌ی فرانسوی)، به دنیا آمد. او پسر هرمان لوی الکان (۱۷۶۵–۱۸۳۹)، معلم ابتدایی که در بایرویت متولد شده بود، و آدلاید سلیگمان (۱۷۶۱–۱۸۵۶) بود.
لوی الکان در خانواده‌ای یهودی رشد کرد و در سال ۱۸۳۵ با سیبیل بنوا (معروف به لیزت استاینهاوزن، ۱۸۰۸–۱۸۶۷) ازدواج کرد. این زوج بین سال‌های ۱۸۳۶ تا ۱۸۵۱ صاحب هفت فرزند، شامل پنج دختر و دو پسر، شدند.
او در دوره‌ای زندگی می‌کرد که کلن شاهد تغییرات فرهنگی و سیاسی مهمی بود، از جمله جنبش‌های رمانتیسم راین و انقلاب ۱۸۴۸ آلمان. لوی الکان تحصیلات خود را در آکادمی هنر دوسلدورف گذراند و به‌عنوان نقاش، طراح، و لیتوگراف در کلن فعالیت کرد. زندگی او در کلن، که یکی از مراکز فرهنگی و مذهبی آلمان در قرن نوزدهم بود، به او امکان داد تا در پروژه‌های مهمی مانند تکمیل ساخت کلیسای جامع کلن مشارکت داشته باشد.
لوی الکان در ۱ ژوئیه ۱۸۶۵ در کلن

## فعالیت‌های هنری
دیوید لوی الکان به‌عنوان نقاش، طراح، و لیتوگراف در کلن فعالیت داشت و یکی از نمایندگان برجسته رمانتیسم راین (Rheinromantik) به شمار می‌رود. او پس از تحصیل در آکادمی هنر دوسلدورف، مؤسسه لیتوگرافی خود را در کلن تأسیس کرد و به خلق آثاری با دقت و ظرافت بالا پرداخت که به‌ویژه در سبک مینیاتورهای قرون وسطایی شهرت یافت. از او به‌عنوان «استاد بزرگ در نقاشی‌های کوچک» یاد شده است.
آثار برجسته لوی الکان شامل موارد زیر است:

### طراحی جلد کتاب‌های راهنمای سفر بادکر
لوی الکان جلدهای چاپ‌های اولیه کتاب‌های راهنمای سفر بادکر را در سبک بیدرمایر طراحی کرد که به دلیل زیبایی و دقت در جزئیات مورد توجه قرار گرفت.

### تزئین مگیله استر چاپی
لوی الکان یک مگیله استر (طومار استر) چاپی را تزئین کرد که توسط ثورینگر خطاط نوشته شده بود. این طومار شامل دو برگ با ۱۱ ستون متن و ۴۲ خط چاپی است که با تزئینات گیاهی، گلی، و ماسک‌های تزئینی در بخش‌های پایینی آراسته شده است.

### لیتوگرافی‌های کلیسای جامع کلن
لوی الکان در پروژه‌های مرتبط با کلیسای جامع کلن مشارکت داشت و لیتوگرافی‌هایی از تصاویر پیامبران در گنبد کلیسا (۱۸۴۲) و برگه‌ای یادبود برای جلسه انتخاباتی انجمن مرکزی ساخت گنبد (Zentral-Dombau-Verein) در ۱۴ فوریه ۱۸۴۲ خلق کرد.

### تصویر کارل مارکس
لوی الکان قدیمی‌ترین تصویر شناخته‌شده از کارل مارکس را از طریق لیتوگرافی انجمن دانشجویی تریر در دانشگاه بن خلق کرد که مارکس را به‌عنوان دانشجوی بن نشان می‌دهد.

### لیتوگرافی پرتره‌ها
او لیتوگرافی‌هایی از چهره‌های برجسته، از جمله جوهان M. هبرله، ایجاد کرد که در مجموعه‌های هنری حفظ شده‌اند.
آثار لوی الکان در حراجی‌های هنری، مانند پلتفرم Artprice، به فروش رسیده و در Wikimedia Commons در دسترس هستند. او همچنین در آلبوم هنرمندان دوسلدورف (سال‌های ۱۸۶۰ و ۱۸۶۱) مشارکت داشته و صفحات عنوانی را طراحی کرد که نشان‌دهنده مهارت او در لیتوگرافی و طراحی است. فعالیت‌های او در تکمیل ساخت کلیسای جامع کلن، (به‌ویژه از طریق همکاری با انجمن مرکزی ساخت گنبد) نقش مهمی در حفظ میراث فرهنگی کلن ایفا کرد.